# Tołmaczowo (sielsowiet lebiażenski)
Tołmaczowo (ros. Толмачёво) – wieś (ros. деревня, trb. dieriewnia) w zachodniej Rosji, w sielsowiecie lebiażenskim rejonu kurskiego w obwodzie kurskim.

## Geografia
Miejscowość położona jest nad Sejmem (lewy dopływ Desny), 8 km od centrum administracyjnego sielsowietu (Czeriomuszki), przy wschodniej granicy miasta Kursk oraz przy trasie europejskiej E38 (Ukraina – Rosja – Kazachstan).
We wsi znajdują się ulice: Jewgienija Nosowa, Lesnaja, Ługowaja i Sosnowaja (193 posesji).
Klimat
Miejscowość, jak i cały rejon, znajduje się w strefie klimatu kontynentalnego z łagodnym ciepłym latem i równomiernie rozłożonymi opadami rocznymi (Dfb w klasyfikacji klimatów Köppena).

## Demografia
W 2010 r. wieś zamieszkiwało 160 osób.